# Yngvar Tørnros
Yngvar Tørnros (28 giugno 1894 – 27 febbraio 1967) è stato un calciatore norvegese, di ruolo difensore.

## Carriera

### Club
Tørnros vestì le maglie di Kvik Halden e Frigg.

### Nazionale
Conta 5 presenze per la Norvegia. Esordì il 25 giugno 1916, nella sconfitta per 0-2 contro la Danimarca.